# Hopedale
Pour les articles homonymes, voir Hopedale (homonymie).
Hopedale (Inuit : Agvituk) est un village situé au nord du Labrador, la partie continentale de la province canadienne de Terre-Neuve-et-Labrador.
Hopedale est la capitale législative du territoire autonome du Nunatsiavut, où l'Assemblée du Nunatsiavut se réunit. Le village comptait 574 habitants en 2016, principalement inuites et mixtes inuites-européennes.

## Histoire
Hopedale a été fondée en tant qu'établissement inuit nommé Agvituk, en inuktitut, pour « la place des baleines ». En 1782, des missionnaires moraves venus d'Allemagne sont arrivés dans la région pour convertir la population. Ils ont rebaptisé la colonie Hopedale (Hoffental en allemand) peu après. La mission de Hopedale est toujours debout et serait le plus ancien bâtiment à ossature en bois au Canada à l'est du Québec.
À ce titre, il a été désigné lieu historique national du Canada en 1970. Il est actuellement géré par la Société historique d'Agvituk dans le cadre d'un musée sur l'histoire des missionnaires de la région.

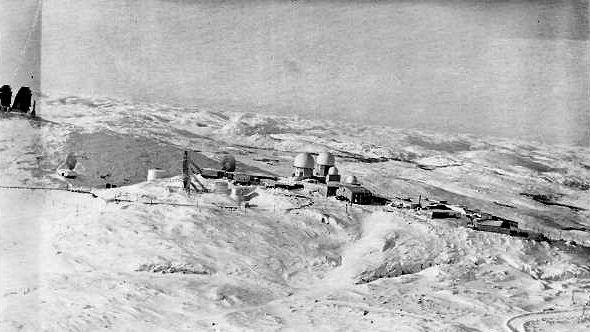
Station radar de l'Aviation royale du Canada et de l'United States Air Force en 1964-1965.

De 1953 à 1968, la station radar de Hopedale commune de l'Aviation royale du Canada et de l'United States Air Force était située sur les collines au-dessus du village. La station faisait partie de la ligne Mid-Canada, reprise en tant que station arrière de la ligne DEW. Le personnel civil vivait dans la partie principale du village. Depuis 1968, la zone est restée abandonnée à l'exception de l'entretien des tours de communication non militaires à proximité.

## Géographie

### Situation
Le territoire municipal de Hopedale occupe l'extrémité orientale d'une très étroite péninsule longue de près de 25 km reliée au continent par de minces bandes de terres et orientée du sud-sud-ouest vers le nord-nord-est (55° 25′ 18″ N, 60° 21′ 25″ O).
Hopedale est situé sur les côtés nord et ouest du havre de Hopedale (Hopedale Harbour), une baie large d'environ 750 mètres à l'entrée.
La baie contient trois îles dont les deux plus grandes sont l'ancienne île Ribback reliée au continent pour la construction de la piste de l'aéroport (55° 26′ 58″ N, 60° 13′ 37″ O) et l'île Kretschmer et est fermée par l'île Ellen (Anniowaktorusek).
La baie est ouverte vers l'est sur l'océan Atlantique mais le port de Hopedale est protégé par un archipel d'îles, îlots et récifs, notamment l'île Anniowaktook de forme arrondie et se trouvant directement à l'est à 1,5 km des côtes de Hopedale.
A environ 5 km au sud-ouest de Hopedale se trouve le bras de mer Deep long d'environ 20 km prolongeant les deux baies Adlatok au nord et Udjuktok au sud dans lesquelles se jettent les deux branches de la rivière Adlatok longue de 258 km et drainant un bassin versant de 11 106 km2.
Le centre du village est établi sur une pointe arrondie et vallonnée dominée par des collines nues au pied desquelles se trouvent quelques boisements derrière le village. Les quartiers résidentiels de l'ouest et du sud-ouest se trouvent au fond de petits vallons boisées entre les collines et où coulent des petits ruisseaux alimentés par de petits lacs situés en amont à l'ouest.

### Climat
Bien que situé à la même latitude que Craig sur la côte ouest de l'Amérique du Nord ou Moscou, le Danemark et la Lituanie en Europe, l'influence du courant du Labrador confère à Hopedale un climat subarctique marginal (Köppen Dfc) qui est très proche d'un climat polaire (Köppen ET), ce qui crée la limite des arbres la plus au sud de l'hémisphère nord sur la côte adjacente. La toundra la plus au sud se trouve en fait toujours dans une zone de pergélisol discontinu plutôt que dans la zone continue beaucoup plus typique.
La présence presque constante de la dépression d'Islande signifie que les précipitations, à la fois sous forme de pluie et de neige, sont exceptionnellement fortes pour un climat aussi froid et constant dans une zone basse.
| Mois                                  | jan.     | fév.     | mars     | avril      | mai        | juin      | jui.      | août      | sep.      | oct.       | nov.       | déc.     | année         |
| ------------------------------------- | -------- | -------- | -------- | ---------- | ---------- | --------- | --------- | --------- | --------- | ---------- | ---------- | -------- | ------------- |
| Température minimale moyenne (°C)     | −20,7    | −20,8    | −16      | −9,4       | −2,1       | 2         | 6,2       | 6,9       | 3,8       | −0,8       | −5,9       | −14,8    | −6            |
| Température moyenne (°C)              | −16,4    | −16,1    | −11,4    | −5,2       | 1,3        | 6         | 10,3      | 10,6      | 7         | 1,9        | −3,2       | −11,2    | −2,2          |
| Température maximale moyenne (°C)     | −12,3    | −11,6    | −6,9     | −1,1       | 4,6        | 10        | 14,4      | 14,3      | 10,2      | 4,5        | −0,6       | −7,8     | 1,5           |
| Record de froid (°C) date du record   | −40 1975 | −40 1973 | −35 1964 | −28,2 1984 | −17,2 1947 | −5,6 1970 | −1,1 1949 | 1,1 1949  | −5 1965   | −12,2 1978 | −20,6 1946 | −30 1972 | −40 17/2/1973 |
| Record de chaleur (°C) date du record | 5,6 1945 | 7,2 1970 | 10 1953  | 11,8 1979  | 28,3 1950  | 31,1 1954 | 33,3 1952 | 29,4 1967 | 25,6 1968 | 20,6 1970  | 12,9 1977  | 8,9 1966 | 33,3 8/7/1952 |
| Précipitations (mm)                   | 75,1     | 77,7     | 79,1     | 56,3       | 50,7       | 65,2      | 86        | 70,2      | 57,9      | 68,3       | 64,8       | 70,6     | 822           |
| dont neige (cm)                       | 72,4     | 75,2     | 76,5     | 48,3       | 25,2       | 6,6       | 0,6       | 0         | 2,4       | 20,2       | 51,2       | 67,2     | 445,8         |
| Nombre de jours avec précipitations   | 16       | 14       | 16       | 14         | 13         | 13        | 15        | 15        | 13        | 14         | 16         | 17       | 175           |
| Humidité relative (%)                 | 78       | 79       | 80       | 80         | 78         | 74        | 75        | 74        | 71        | 75         | 81         | 79       | 77            |
| Nombre de jours avec neige            | 16       | 13       | 15       | 13         | 8          | 2         | 0         | 0         | 0         | 8          | 13         | 16       | 105           |
| Nombre de jours d'orage               | 0        | 0        | 0        | 0          | 0          | 0         | 2         | 1         | 0         | 0          | 0          | 0        | 2             |
| Nombre de jours avec brouillard       | 2        | 0        | 2        | 0          | 6          | 6         | 6         | 5         | 2         | 2          | 2          | 1        | 34            |

| Diagramme climatique                                  |                |             |              |             |         |           |             |             |             |              |               |
| J                                                     | F              | M           | A            | M           | J       | J         | A           | S           | O           | N            | D             |
| −12,3−20,775,1                                        | −11,6−20,877,7 | −6,9−1679,1 | −1,1−9,456,3 | 4,6−2,150,7 | 10265,2 | 14,46,286 | 14,36,970,2 | 10,23,857,9 | 4,5−0,868,3 | −0,6−5,964,8 | −7,8−14,870,6 |
| Moyennes : • Temp. maxi et mini °C • Précipitation mm |                |             |              |             |         |           |             |             |             |              |               |

## Démographie
Le village comptait 574 habitants en 2016 contre 556 habitants en 2011.

### Ethnicité
Environ 83% de la population s'identifie comme Inuits, 16% sont principalement d'origine européenne et 1% sont d'origine pendjabie (en). Beaucoup d'Inuits du village sont en fait d'origine mixte inuite et blanche.

### Religions

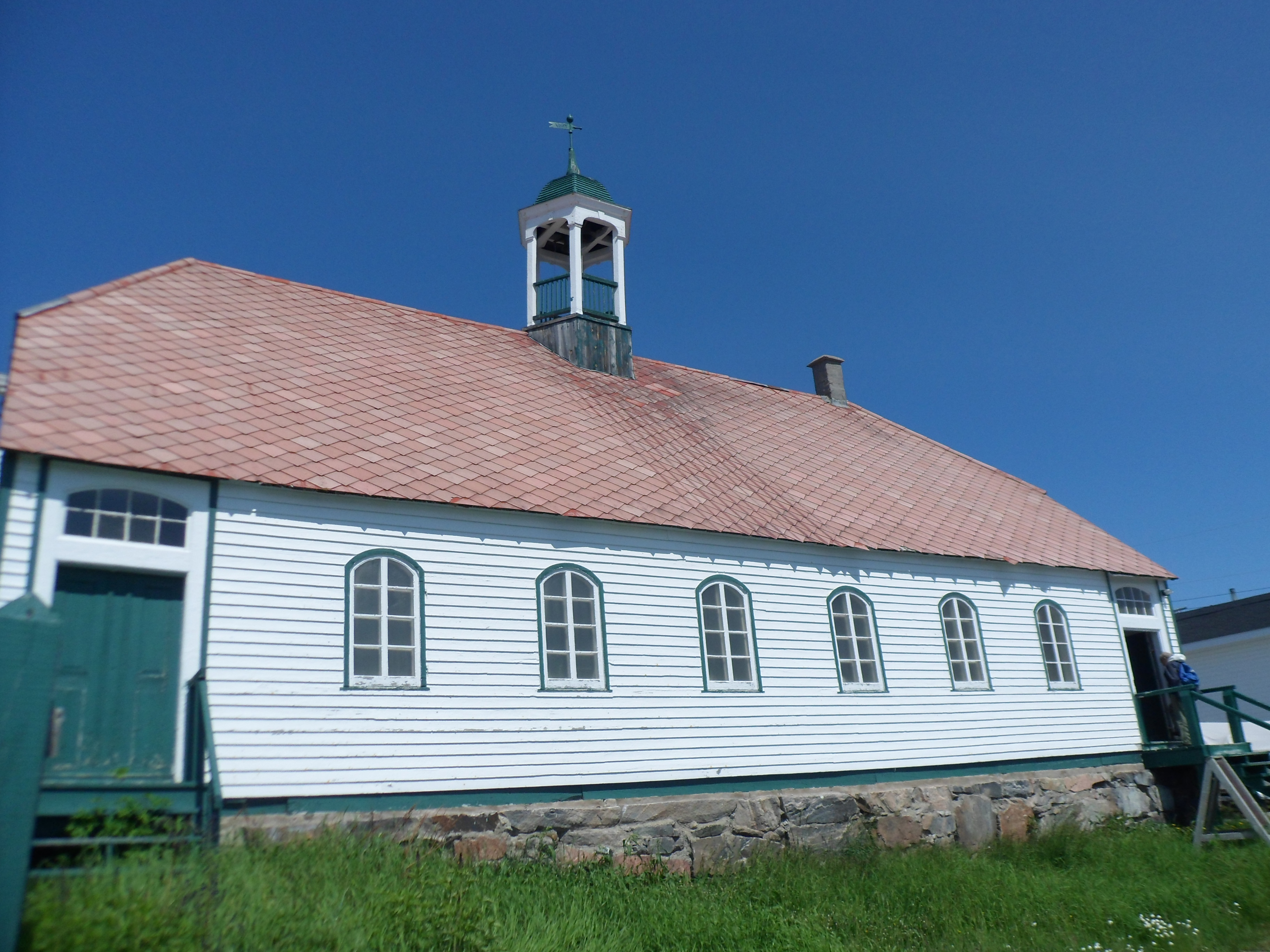
Église morave de Hopedale.

Environ 87% de la population appartient à une confession protestante, environ 2% sont catholiques romains et 1% sont sikhs. Environ 10% ne sont affiliés à aucune religion.
Les Églises de Hopedale comprennent :
- L'Église morave de Hopedale ;
- L'Assemblée pentecôtiste de Hopedale.

### Langues
La majorité des habitants de Hopedale (79 %) parlent l'anglais comme première langue, mais une minorité importante (21 %) parle l'inuktitut.

### Patronymes
Les noms de famille courants à Hopedale incluent Boase, Dicker, Flowers, Hunter, Jararuse, Lucy, Nochasak, Onalik, Pijogge, Tuglavina et Winters.

## Transports
Aucune route ne relie Hopedale au reste du Labrador et du Canada.
L'aéroport de Hopedale, un petit aéroport public, relie la région à de petites collectivités de Terre-Neuve-et-Labrador et des connexions au-delà sont établies via l'aéroport de Goose Bay. L'aéroport a été construit au milieu des années 1960 pour fournir un soutien aérien à l'ancienne station radar. Depuis 1968, l'aéroport est utilisé par des civils.
L'aéroport ne gère que des petits avions à réaction ou des hélicoptères. Il n'y a qu'un seul bâtiment de service à l'aéroport. L'aéroport est relié à Hopedale via Airstrip Road.
Entre la mi-juin et la mi-novembre (sous réserve des conditions de glace), le traversier MV Kamutik W en service depuis juin 2019 (a remplacé le MV Northern Ranger qui a cessé son service fin 2018) exploité par le gouvernement de Terre-Neuve-et-Labrador fournit un service hebdomadaire à partir de Goose Bay le long de la côte atlantique, avec des arrêts à Rigolet, Makkovik, Postville, Hopedale et Natuashish. Nain est l'arrêt le plus au nord sur la route ; le traversier reste amarré à Nain pendant environ trois heures avant de reprendre sa route vers le sud.
De petits bateaux sont utilisés pour accéder aux zones voisines par l'eau.
Le transport terrestre local dans la communauté est assuré par des véhicules privés (voitures, camions, VTT) et motoneige en hiver. Il n'y a que quelques routes dans la communauté, toutes en gravier :
- Airstrip Road - accès à l'aéroport de Hopedale ;
- American Road - ancienne route d'accès aux stations radar et casernes de l'United States Air Force ;
- Carpenter Road and Drive - dessert un quartier résidentiel récent ;
- Government Road - ancienne route qui abrite le personnel non militaire de l'ancienne station radar de l'United States Air Force ;
- Nanuk Road ;
- Water Road - route vers la partie principale de Hopedale.

## Services

### Sécurité

#### Gendarmerie
Les services de police à Hopedale sont assurés par la Gendarmerie royale du Canada, qui compte un détachement composé de quatre agents. Le détachement actuel a été achevé en 1994.

#### Pompiers
Hopedale Volunteer Fire Department est un petit service d'incendie et de sauvetage avec une seule autopompe datant de 1973 auparavant utilisée par la Placentia Fire Department de Placentia entreposée à la caserne des pompiers située à côté du détachement de la Gendarmerie royale du Canada près de Water Road.

### Santé
Il n'y a pas d'hôpital situé à Hopedale et seuls les services médicaux de base sont fournis par la Hopedale Community Clinic. La clinique est exploitée par la Labrador-Grenfell Health Authority et compte deux infirmières ; un médecin visite le village toutes les six semaines et un dentiste visite le village périodiquement.
Les soins avancés exigent que les patients soient transportés hors du village par services médicaux aériens vers l'hôpital le plus proche situé à Happy Valley-Goose Bay.

### Éducation
L'Amos Comenius Memorial School à Nanuk Hill (16 Water Road), avec des classes de la maternelle à la 12e année, est le seul établissement scolaire à Hopedale.

### Magasins
DJ's Convenience, Big Land Grocery, Northland Enterprises (avec Sylvia's Take Out) sont les seuls magasins vendant de la nourriture et d'autres produits de consommation courante dans le village.

### Poste
Postes Canada a un bureau de poste (19 Harbour Drive B) situé dans le village.

## Gouvernement local
L'AngajukKâk est l'équivalent de maire de Hopedale et est élu tous les quatre ans. Le titulaire en 2020 est Marjorie Flowers.
Les AngajukKâk précédents :
- Judy Dicker, 2006-2010 ;
- Wayne Piercy, 2010-2014 ;
- Jimmy Tuttuak, 2014-2015.

Le conseil municipal a officiellement changé son nom de « Conseil municipal de Hopedale » (Hopedale Town Council) en « Gouvernement communautaire inuit de Hopedale » (Hopedale Inuit Community Government) en octobre 2006. Le gouvernement communautaire inuit de Hopedale se réunit une fois par mois.

## Attractions locales

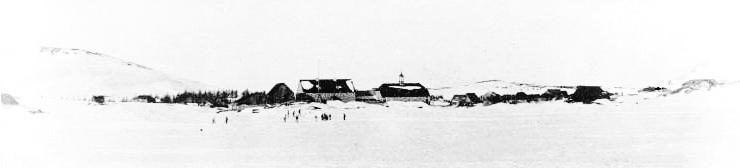
Hopedale, mission morave, Labrador, Terre-Neuve, 1881-85

Le village de Hopedale dispose de quelques attractions locales :
- Lieu historique national du Canada de la Mission-de-Hopedale qui comprend sept bâtiments[4] et un musée sur l'histoire des missionnaires de la région ;
- Édifice de l'Assemblée du Nunatsiavut ;
- Site 200 de la ligne Mid-Canada, ancienne installation de l'United States Air Force et de l'Aviation royale du Canada, station radar à répétition la plus à l'est et avec vue sur Hopedale depuis le point le plus élevé du village ;
- Antennes radioélectriques à diffusion troposphérique et base en béton de l'ancien radôme ;
- Hôtel Amaguk Inn, propose un hébergement local pour les visiteurs (18 chambres) et vend également des articles locaux.

## Environnement
Le traitement et le recyclage des déchets sont effectués de manière sommaire à Hopedale en l'absence d'infrastructures, à l'instar des autres communautés nordiques. La production alimentaire locale limitée et l'éloignement des centres de fabrication et de vente au détail augmentent la consommation de matériel expédiés jetables.
Les déchets sont déposés dans une décharge à ciel ouvert située au nord du village à une centaine de mètres du rivage, à l'extrémité du chemin prolongeant Water Road le long de la côte (55° 28′ 15″ N, 60° 12′ 55″ O).
Dans les cinq collectivités du nord du Labrador, les déchets sont collectés deux à cinq fois par semaine selon la communauté et la saison. La collecte des ordures est plus fréquente dans cette région en raison principalement de l'importance de la faune. La collecte des déchets se fait par camion, véhicule tout-terrain et / ou motoneige / traîneau (hiver). Chacune des cinq collectivités exploite sa propre décharge. Les différentes décharges communautaires sont confrontées à de nombreux problèmes, notamment le manque de capacité, le matériel de couverture et les emplacements trop proches des aéroports, des communautés et / ou de l'eau libre. Les cinq collectivités brûlent des déchets pendant l'hiver.